# Blues from Laurel Canyon

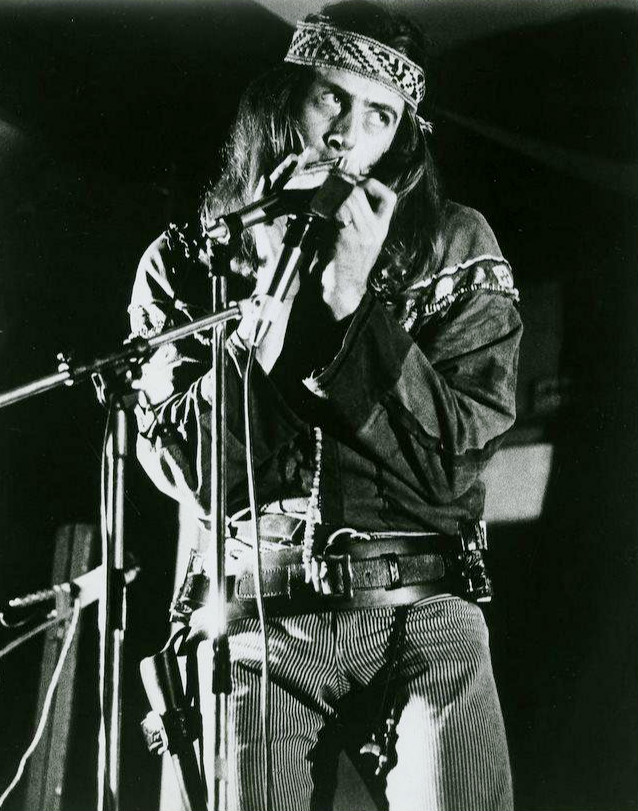
John Mayall

Blues from Laurel Canyon es un álbum de 1968 de John Mayall, de blues británico. Fue su primer álbum después de la disolución de su banda the Bluesbreakers el 14 de julio de 1968. También fue su último álbum con Decca, antes de trasladarse a Polydor.

## Características
John Mayall canta y toca la armónica, el órgano y la guitarra en el álbum. Otros músicos incluyen a un joven Mick Taylor (guitarra), Colin Allen (batería) y Stephen Thompson (bajo). El guitarrista Peter Green, aparece en la pista First Time Alone. El ingeniero fue Derek Varnals. Todas las canciones del álbum fueron escritas por Mayall.
El título del álbum proviene de Laurel Canyon, California, Estados Unidos (en la zona de Los Ángeles), donde John Mayall vivió  de 1969 a 1979. Se constituye en un registro de su visita allí, antes de mudarse a los Estados Unidos sobre una base más permanente. El área fue favorecida por muchos de los músicos del momento como Carole King, los amigos de Mayall del grupo Cannet Heat, en especial Bob Hite "the Bear", Frank Zappa, Jim Morrison de The Doors, The Byrds, Buffalo Springfield, The Eagles, el grupo Love y Neil Young. 
Fue grabado en Decca Studios en West Hampstead, Londres, Inglaterra, entre el 26 y el 28 de agosto de 1968, y fue lanzado en el sello Decca.
El álbum fue innovador para su época, especialmente para los estándares de grabaciones de blues. La primera pista se abre con una grabación del aterrizaje de un avión y su disolución en el ritmo de la canción. No hubo divisiones visibles entre canciones en el vinilo del álbum. Algunas canciones son de enlace para pasar a la pista siguiente, otras se detienen en un acorde que es inmediatamente seguido por la introducción de la pista siguiente. .
Las letras de las canciones son autobiográficas y se refieren, aunque oblicuamente, a la gente que Mayall conoció en su primera visita a Los Ángeles, como Frank Zappa y Moon Unit Zappa ( 2401), la banda Canned Heat (en The Bear), y la famosa groupie, Catherine James (en Miss James).
Desde un punto de vista técnico, el álbum demuestra las limitaciones de la tecnología de grabación de la época. Un número considerable de vinilos fueron emitidos en formato monoaural, ya que muchos tocadiscos, al menos en el Reino Unido, no podían reproducir el sonido estereofónico. En el modo estéreo de prensa, incluyendo el relanzamiento en CD, la reproducción estéreo separa los instrumentos bastante fuerte. Por ejemplo, en la canción de Caminar en el Atardecer, la batería, situada en la izquierda, es inaudible en el canal de la mano derecha. La impresión general es la de estar en un pasillo con varias habitaciones, cada una con un instrumento en particular. No hay ninguna sensación de estar en una habitación con varios instrumentos y la generación de un ambiente de sonido, como se puede esperar de una grabación en vivo, o una mixta con más entradas de sonido.
Una versión remasterizada y ampliada de este álbum fue lanzada en el Reino Unido en agosto de 2007.

## Lista de pistas
Todas las canciones escritas por John Mayall — Los tiempos y las claves también se incluyen.

### Pistas originales
1. "Vacation" – 2:47 E
2. "Walking on Sunset" – 2:50 Ab
3. "Laurel Canyon Home" – 4:33 C
4. "2401" – 3:42 A
5. "Ready to Ride" – 3:32 E
6. "Medicine Man" – 2:43 G
7. "Somebody's Acting Like a Child" – 3:27 Db
8. "The Bear" – 4:40 Bb
9. "Miss James" – 2:30 F
10. "First Time Alone" – 4:49 B
11. "Long Gone Midnight" – 3:27 Eb
12. "Fly Tomorrow" – 8:59 D

### Bonus tracks
1. "2401" – 3:56 (versión sencillo)
2. "Wish you were Mine" – 8:36 (en Vivo '68, previamente en Primal Solos)

## Personal
- John Mayall – guitarra, armónica, teclados, voz
- Mick Taylor – guitarra, pedal steel guitar
- Colin Allen – drums, tabla
- Steve Thompson – bass guitar
- Peter Green – guitarra en "First Time Alone"